# Liste der Flaggen in Nordrhein-Westfalen
Diese Liste zeigt die Flaggen in Nordrhein-Westfalen mit seinen Landschaftsverbänden und Kreisen. Weitere Flaggen der kreisfreien Städte sowie der kreisangehörigen Städte und Gemeinden sind über die Navigationsleiste am Ende der Seite erreichbar.

## Landesflagge und Landesdienstflagge
| Bundesland          | Flagge                 | Kommentare |
| ------------------- | ---------------------- | --- |
| Nordrhein-Westfalen | Landesflagge 3:5       | Durch Gesetz festgelegt am 10. März 1953: „Die Landesfarben und das Landeswappen werden durch Gesetz bestimmt.“ „Die Landesfarben sind Grün-Weiß-Rot.“ „Das Landeswappen zeigt in gespaltenem Schild vorne in grünem Feld einen linksschrägen silbernen Wellenbalken, hinten im roten Feld ein springendes silbernes Roß und unten in einer eingebogenen silbernen Spitze eine rote Rose mit goldenen Butzen und goldenen Kelchblättern.“ „Die Landesflagge besteht aus drei gleich breiten Querstreifen, oben grün, in der Mitte weiß, unten rot. Das Verhältnis der Höhe zur Länge des Fahnentuches ist wie drei zu fünf.“ „Die Dienstflagge der Landesbehörden ist die Landesflagge, die in der Mitte, etwas nach der Stange hin verschoben, in den grünen und roten Streifen je bis zu einem Fünftel übergreifend, das Landeswappen zeigt.“ |
| Nordrhein-Westfalen | Landesdienstflagge 3:5 | Durch Gesetz festgelegt am 10. März 1953: „Die Landesfarben und das Landeswappen werden durch Gesetz bestimmt.“ „Die Landesfarben sind Grün-Weiß-Rot.“ „Das Landeswappen zeigt in gespaltenem Schild vorne in grünem Feld einen linksschrägen silbernen Wellenbalken, hinten im roten Feld ein springendes silbernes Roß und unten in einer eingebogenen silbernen Spitze eine rote Rose mit goldenen Butzen und goldenen Kelchblättern.“ „Die Landesflagge besteht aus drei gleich breiten Querstreifen, oben grün, in der Mitte weiß, unten rot. Das Verhältnis der Höhe zur Länge des Fahnentuches ist wie drei zu fünf.“ „Die Dienstflagge der Landesbehörden ist die Landesflagge, die in der Mitte, etwas nach der Stange hin verschoben, in den grünen und roten Streifen je bis zu einem Fünftel übergreifend, das Landeswappen zeigt.“ |

## Landschaftsverbände
| Landschaftsverband                 | Hissflagge | Banner | Kommentare |
| ---------------------------------- | ---------- | ------ | --- |
| Landschaftsverband Rheinland       |            |        | Der Landschaftsverband Rheinland führt in Rechtsnachfolge die Farben fort, die die preußische Rheinprovinz am 22. Oktober 1882 offiziell angenommen hat: „Die Farben des Landschaftsverbandes Rheinland sind grünweiß. Die Flagge des Landschaftsverbandes Rheinland besteht aus zwei gleich breiten Querstreifen, oben grün, unten weiß.“ |
| Landschaftsverband Westfalen-Lippe |            |        | Der Landschaftsverband Westfalen-Lippe führt in Rechtsnachfolge die Farben fort, die die preußische Provinz Westfalen am 22. Oktober 1882 offiziell angenommen hat: „Die Farben des Landschaftsverbandes Westfalen-Lippe sind weißrot. Der Landschaftsverband Westfalen-Lippe führt ein Wappen, das im roten Feld ein steigendes silbernes Ross zeigt.“ […] „Die Flagge besteht aus zwei gleich breiten Querstreifen, oben weiß, unten rot. Das in einem schwarzen Rand gefasste Wappen des Landschaftsverbandes Westfalen-Lippe ist mittig aufgelegt. Das Banner und die Hissflagge besteht aus zwei gleichen Längsstreifen, weiß und rot. Es ist oberhalb der Mitte mit dem in einem schwarzen Rand gefassten Wappen des Landschaftsverbandes Westfalen-Lippe belegt.“ Siehe auch: Westfalenflagge |

## Kreise
Anmerkung: Nach der Kreisordnung des Landes sind Wappen und Flaggen genehmigungspflichtig. Genehmigungsbehörde sind die Regierungspräsidenten, bis 1969 der Innerminister. Genehmigt wird nur die Flaggenart, die in der Zeichnung für die Genehmigung ist.
| Kreis                                               | Hissflagge                         | Banner                    | Kommentare |
| --------------------------------------------------- | ---------------------------------- | ------------------------- | --- |
| Städteregion Aachen                                 |                                    | Banner nach Foto von 2005 | Genehmigt dem damaligen Kreis Aachen durch den RP Köln am 20. Dezember 1972: „Die StädteRegion Aachen führt folgendes Wappen: In Blau ein goldenes (gelbes) Hirschgeweih, auf dessen Grind stehend ein silberner (weißer) Schwan mit schwarzen Füßen, ebensolchem Schnabel und roter Zunge; darüber im Schildhaupt in Gold (Gelb) ein schreitender, rotbezungter, schwarzer Löwe.“ (Wappen genehmigt durch das preußische Staatsministerium am 23. Mai 1938, bestätigt durch den RP Köln dem damaligen Kreis Aachen am 20. Dezember 1972) […] „Die StädteRegion Aachen führt eine Flagge mit den Farben gelb und blau, die in der Mitte das Wappen der StädteRegion Aachen zeigt, gemäß Anlage 3.“ Wappen und Flagge in Rechtsnachfolge fortgeführt durch die am 21. Oktober 2009 aus dem Kreis Aachen hervorgegangene Städteregion Aachen. |
| Kreis Borken                                        |                                    |                           | Wappen, Flagge und Banner wurden am 14.Mai 1979 genehmigt: Wappen: In Gold ein mit drei weißen Mauerankern belegter roter Balken.“ Flaggenbeschreibung: "Von Rot zu Gelb im Verhältnis 1:1 längsgestreift, in der roten Bahn, zur Stange hin verschoben, die drei weißen Maueranker des Wappens" Bannerbeschreibung: "Von Rot zu Gelb im Verhältnis 1:1 längsgestreift, in der roten Bahn,zur Stange verschoben, die drei weißen Maueranker des Wappens" Genehmigt durch den RP Münster am 28. November 1987: „Der Kreis Borken führt eine Flagge, von Rot zu Gelb im Verhältnis 1:1 längsgestreift, in der Mitte, zur Stange hin verschoben, der Wappenschild des Kreises. Der Kreis Borken führt ein Banner, von Rot zu Gelb im Verhältnis 1:1 längsgestreift, in der Mitte der oberen Hälfte der Wappenschild des Kreises.“ |
| Kreis Coesfeld                                      |                                    |                           | Wappen und Flagge genehmigt durch den RP Münster am 15. Oktober 1979: „Der Kreis führt folgendes Wappen: Von Gelb zu Rot gespalten; vorn im oberen Drittel ein roter Balken, darunter eine rote Glocke, hinten ein stehender, gelb gekleideter segnender Bischof, zu seinen Füßen eine gelbe Gans.“' […] „Der Kreis führt eine Flagge und ein Banner mit den Farben Gelb und Rot; sie zeigen den Wappenschild des Kreises Coesfeld.“ |
| Kreis Düren                                         |                                    |                           | Genehmigt durch den RP Köln am 27. Oktober 1972: „Der Kreis führt folgendes Wappen: Der Schild, von Gold (=Gelb) und Blau geteilt, zeigt oben einen wachsenden schwarzen Löwen mit roter Zunge, unten einen silbernen (=weißen) Bogen Papier mit einem aufliegenden schwarzen D (für Düren).“ (Wappen genehmigt durch das preußische Staatsministerium am 19. Juni 1942, bestätigt durch den RP Köln am 27. Oktober 1972) „Der Kreis führt folgende Flagge: Blau/gelb gestreift, jeweils 4 Streifen, sowie in der Mitte das Wappen nach Abs. 2.“ |
| Ennepe-Ruhr-Kreis                                   |                                    |                           | Genehmigt durch den Innenminister NRW am 25. März 1954: „(1) Das Wappen des Ennepe-Ruhr-Kreises zeigt in goldenem Schild den dreireihigen rotsilbernen Schachbalken der Grafen von der Mark, darüber und darunter je einen blauen Wellenbalken, Ennepe und Ruhr darstellend. […] (3) Der Kreis führt eine Flagge mit je einem gleich breiten, waagerechten, blauen und goldenen Streifen. (4) Der Kreis führt ein Banner, das zwischen zwei goldenen Seitenstreifen einen blauen Streifen mit dem Kreiswappen in der oberen Hälfte enthält.“ |
| Kreis Euskirchen                                    | laut Hauptsatzung keine Hissflagge |                           | Wappen und Flagge genehmigt durch den RP Köln am 31. Oktober 1973: „Der Kreis führt folgendes Wappen: Geviert: (heraldisch) rechts oben in Gold drei, 2 : 1 gestellte, goldene (gelbe) Rosen; links oben in Gold (Gelb) ein rot bewehrter und bezungter schwarzer Löwe; rechts unten in Silber (Weiß) ein durchgehendes schwarzes (kurkölnisches) Balkenkreuz; links unten in Rot ein dreizackiger goldener (gelber) Zickzackbalken.“ […] „Der Kreis führt ein Banner. Es ist Rot-Gold (Gelb) im Verhältnis 1 : 1 längsgestreift, mit dem Wappenschild des Kreises im quadratischen silbernen (weißen) Bannerhaupt.“ |
| Kreis Gütersloh                                     |                                    |                           | Genehmigt durch den RP Detmold am 12. September 1974: „(1) Der Kreis Gütersloh führt folgendes Wappen: Im geteilten Schild oben in Silber (Weiß) 3 rote Sparren, belegt mit einem goldenen (gelben) Schild mit einem roten sechsspeichigen Rad, unten in rot ein goldener (gelber) Adler. (2) Der Kreis Gütersloh führt in seinem Dienstsiegel, in seinem Banner und in seiner Flagge das Kreiswappen.“ |
| Kreis Heinsberg                                     |                                    |                           | Wappen und Flagge genehmigt durch den RP Köln am 3. September 1973: „Wappenbeschreibung: Geteilt und oben gespalten. Oben: vorn in Rot ein zwiegeschwänzter, bekrönter, silberner (weißer) Löwe; hinten in Gold (Gelb) ein schwarzer Löwe. Unten: in Silber (Weiß) ein frei schwebendes, liegendes, rotes Lilienkreuz, belegt mit einer fünfblättrigen blauen Flachsblüte.“ […] „Beschreibung des Banners: Zweifach geteilt mit frei schwebenden Wappenfiguren. Oberes Drittel: gespalten; vorn in Rot ein zwiegeschwänzter, bekrönter, silberner (weißer Löwe); hinten in Gold (Gelb) ein schwarzer Löwe. Mittleres Drittel: in Silber (Weiß) ein frei schwebendes, liegendes, rotes Lilienkreuz, belegt mit einer fünfblättrigen, blauen Flachsblüte. Unteres Drittel: Von Rot nach Gold (Gelb) gespalten. Beschreibung der Hissflagge: Dem Kreiswappen entsprechend geteilt und oben gespalten; die Wappenfiguren freischwebend.“                |
| Kreis Herford                                       |                                    |                           | Genehmigt am 5. Januar 1970: „Das Wappen zeigt ein schwarzes, springendes Ross (schwarzer Hengst mit geschwungenem Schweif) in silbernem Feld.“ […] „Die Flagge zeigt das Wappen des Kreises Herford.“ |
| Hochsauerlandkreis                                  |                                    |                           | Wappen und Flagge für den Landkreis Arnsberg genehmigt durch den Innenminister NRW am 31. Oktober 1963, für den Hochsauerlandkreis bestätigt durch RP Arnsberg am 31. Oktober 1975: „Der Hochsauerlandkreis führt folgendes Wappen: In Rot ein silberner (weißer), rechtsschauender Adler mit eingelegtem silbernen (weißen) Herzschild, belegt mit einem durchgehenden schwarzen Kreuz.“ […] „Der Hochsauerlandkreis führt eine Flagge als Banner und Hissflagge. Die Hissflagge zeigt auf einer weißen, von zwei roten Längsstreifen im Verhältnis 1:3:1 begleiteten Bahn das Wappen des Kreises. Das Banner zeigt auf einer weißen, von zwei roten Seitenstreifen im Verhältnis 1:3:1 eingefassten Bahn, über die Mitte nach oben geschoben, das Wappen des Kreises.“ |
| Kreis Höxter:                                       |                                    |                           | Wappen und Banner genehmigt durch den RP Detmold am 12. Februar 1976; die Hissflagge wurde am 15.August 1987 genehmigt: „Der Kreis führt folgendes Wappen: In Silber (weiß) eine blaue Lilie; darüber in einem durch einen blauen Wellenbalken begrenzten, goldenen (gelben) Schildhaupt ein rotes durchgehendes Kreuz.“ […] „Der Kreis führt folgende Flagge: Von rot und gelb längs gestreift mit dem Wappenschild des Kreises in der Mitte der oberen Hälfte.“ |
| Kreis Kleve                                         | laut Hauptsatzung keine Flagge     |                           | § 2 der Hauptsatzung des Kreises Kleve nennt nur Wappen und Dienstsiegel. |
| Kreis Lippe                                         |                                    |                           | Wappen und Flagge genehmigt durch den RP Detmold am 17. Juli 1973: „Der Kreis führt folgendes Wappen: In Silber (weiß) eine rote fünfblätterige Rose mit goldenen (gelben) Butzen und goldenen (gelben) Kelchblättern.“ […] „Der Kreis führt eine Flagge mit den Farben gelb und rot, längsgestreift, mit dem zur Stange verschobenen Kreiswappen sowie ein Banner mit den Farben gelb und rot, längsgestreift mit dem Kreiswappen in der oberen Hälfte.“ |
| Märkischer Kreis                                    |                                    |                           | Wappen und Flagge genehmigt durch den RP Arnsberg am 6. Mai 1976: „Das Wappen des Märkischen Kreises zeigt, durch einen dreireihig rot-weiß (-silbern) geschachten Balken geteilt, oben in Gelb (Gold) wachsend einen schwarzen rotbewehrten Löwen, unten in Weiß (Silber) ein durchgehendes schwarzes Kreuz.“ […] „Die Flagge des Märkischen Kreises ist von Gelb zu Rot zu Gelb im Verhältnis 1 : 3 : 1 längsgestreift und zeigt in der Mitte der roten Bahn den Wappenschild des Kreises.“ |
| Kreis Mettmann (bis 1974 Kreis Düsseldorf-Mettmann) |                                    |                           | Genehmigt durch den RP Düsseldorf am 20. September 1986: „Der Kreis führt folgendes Wappen: In silbernem Schild ein blaubewehrter und blaugekrönter doppelschwänziger roter Löwe, alles innerhalb eines schwarzen Schildbordes, der im rechten Obereck nach innen rund ausgebogen, dort mit einem silbernen Vorhängeschloss und im linken unteren Bogen nach der Figur mit einer goldenen Ähre belegt ist. Eine Darstellung ist beigefügt (Anlage 2).“ (genehmigt durch das preußische Staatsministerium für den damaligen Kreis Düsseldorf-Mettmann am 28. November 1936, nach der Umbenennung vom Kreis Mettmann fortgeführt) […] „Der Kreis führt folgende Flagge: Weißes Flaggentuch im Verhältnis von Länge zu Höhe wie 2 : 1 mit roten Längsstreifen am Ober- und Unterrand und in der Mitte in den Verhältnissen 2 : 5 : 2 : 5 : 2, an der Mastseite belegt mit dem Wappen des Kreises Mettmann. Eine Darstellung ist beigefügt (Anlage 3).“ |
| Kreis Minden-Lübbecke                               |                                    |                           | Genehmigt durch den RP Detmold am 11. September 1973: „Der Kreis führt folgendes Wappen: Im gespaltenen Schild vorn in Rot 2 silberne (weiße) schräg gekreuzte Schlüssel mit abgewendeten Barten, hinten in Silber (Weiß) 3 rote Sparren.“ (genehmigt am 11. September 1973) […] „Der Kreis führt ein rot und weiß längsgestreiftes Banner mit dem Wappenschild des Kreises in der Mitte der oberen Hälfte.“ „Der Kreis führt eine rot und weiß längsgestreifte Flagge mit dem von der Mitte zur Stange verschobenen Wappenschild des Kreises.“ |
| Oberbergischer Kreis                                |                                    |                           | Genehmigt durch den RP Köln am 10. Februar 1976: „Durch Genehmigungsverfügung des Regierungspräsidenten in Köln vom 10. Februar 1976 führt der Oberbergische Kreis ein Siegel, ein Wappen, eine Flagge und ein Banner. Siegel, Wappen, Flagge und Banner entsprechend den im Anhang aufgeführten Abbildungen.“ „Das Wappen des Kreises zeigt unter dem goldenen Schildhaupt einen in drei Reihen in Rot und Silber geschachten Balken gespalten von Rot nach Silber. Vorne eine silberne Burg mit einem hohen dreifenstrigen rechten und einem niedrigeren zweifenstrigen linken Zinnenturm, ein spitzgiebeliges Haus mit offen rotem Tor und schwarzem Giebelfenster flankierend. Hinten ein zweigeschwänzter blau bekrönter, blau bezungter und blau bewehrter roter Löwe.“ |
| Kreis Olpe                                          |                                    |                           | Genehmigt durch den Innenminister NRW am 10. Januar 1955: „Der Kreis führt folgendes Wappen: In gespaltenem Schild vorne in silbernem Feld ein durchgehendes schwarzes Kreuz, hinten im goldenen Feld zwei rote Balken. Eine Darstellung ist als Anlage beigefügt (Anlage).“ (genehmigt am 12. Oktober 1949) […] „Der Kreis führt eine Flagge mit den Farben rot-weiß; sie zeigt den Wappenschild des Kreises Olpe.“ |
| Kreis Paderborn                                     |                                    |                           | Wappen und Flagge genehmigt durch den RP Detmold am 15. Juli 1975: „Der Kreis führt das durch Anlage 1 dargestellte Wappen. Das rote Kreuz im Schildhaupt auf silbernem Grund deutet auf die Zugehörigkeit des Kreises zum früheren Hochstift Paderborn hin. Der blaue Wellenbalken versinnbildlicht den Wasserreichtum des Kreises. Im silbernen Schild erinnert der rote siebenteilige Rautensparren an die Edelherren von Büren.“ […] „Der Kreis führt eine Flagge mit den Farben rot und weiß, sie zeigt den Wappenschild des Kreises Paderborn.“ |
| Kreis Recklinghausen                                | laut Hauptsatzung keine Hissflagge |                           | Genehmigt durch den Innenminister von NW am 31. Oktober 1957: „Das Banner des Kreises Recklinghausen ist (von heraldisch rechts nach heraldisch links) Schwarz-Weiß-Grün. Es trägt in der Mitte der Fahnenbahn das Wappen des Kreises Recklinghausen. Das Wappen besteht aus einem silbernen Nesselblatt auf grünem Schild sowie einem schwarzen, gleichschenkeligen Kreuz mit goldenem Schlüssel in der Mitte.“ (Wappen genehmigt durch den Innenminister von NW am 30. Juni 1952) |
| Rhein-Erft-Kreis                                    |                                    |                           | Genehmigt durch den RP Köln am 20. April 1976: „Der Kreis führt folgendes Wappen: Unter grünem Schildhaupt, darin ein silberner (weißer) Wellenbalken, gespalten vorne in Gold (gelb) ein rotbewehrter und rotbezungter schwarzer Löwe, hinten in Silber (weiß) ein durchgehendes schwarzes Balkenkreuz.“ […] „Der Kreis führt eine Flagge als Hissflagge in den Farben schwarz-gelb-schwarz im Verhältnis 1:4:1 längsgestreift und mit dem zur Stange ausgerichteten Wappenschild des Kreises auf der mittleren Bahn in der vorderen Hälfte.“ |
| Rhein-Kreis Neuss (bis 1974 Kreis Grevenbroich)     |                                    |                           | Genehmigt durch den Innenminister NRW am 10. Dezember 1952: „Der Kreis führt folgendes Wappen: Im gespaltenen Schild vorne ein schwarzes Kreuz in Silber, hinten ein schwarzer, rotgezungter Löwe in Gold. (Verleihungsurkunde des Innenministers des Landes Nordrhein-Westfalen vom 02. Mai 1952.)“ ¹ […] „Der Kreis führt folgende Flagge: Das Kreiswappen auf weißem Grund, dessen beide Längsseiten durch schmale schwarze Streifen begrenzt werden. Die Farben des Kreises sind schwarz-weiss (Verleihungsurkunde des Innenministers des Landes Nordrhein-Westfalen vom 10. Dezember 1952.)“ ¹ ¹ für den Kreis Grevenbroich; vom Kreis Neuss, dem heutigen Rhein-Kreis Neuss (seit 2003), fortgeführt |
| Rhein-Sieg-Kreis                                    |                                    |                           | Genehmigt am 1. August 1969: „Der Kreis führt das ihm gemäß vom Innenminister NRW mit Urkunde vom 26. Mai 1955 verliehene Wappen. Es zeigt in einem silbernen Schild einen blaugekrönten und blaubewehrten, zwiegeschwänzten roten Löwen, der sich mit der linken Pranke auf einen silbernen Schild mit schwarzem Balkenkreuz stützt, mit der rechten ein goldenes Flammenschwert über seinem Haupte schwingt.“ […] „Der Kreis führt eine Flagge in den Farben rot und weiß, die in der Mitte das Kreiswappen zeigt.“ |
| Rheinisch-Bergischer Kreis                          |                                    |                           | Genehmigt durch den RP Köln am 8. September 1976: „Der Rheinisch-Bergische Kreis führt eine Flagge, die in waagerechter Aufteilung die Farben ‚rot-weiß‘ zeigt und in der Mitte das Kreiswappen trägt.“ „Unter grünem Schildhaupt, darin ein silberner Schrägwellenbalken, gespalten; vorne in Silber übereinander zwei schwarze Gegenzinnenbalken; hinten in Silber ein blau gekrönter und blau bewehrter roter Löwe.“ Wappen genehmigt am 23. Februar 1938 und bestätigt am 8. September 1976. |
| Kreis Siegen-Wittgenstein                           | laut Hauptsatzung keine Hissflagge |                           | Genehmigt am 1. Oktober 1999: „Der Kreis führt folgendes Wappen: Von Weiß (Silber) und Blau gespalten, vorn zwei schwarze Pfähle, hinten auf 7 gelbe (goldene) Längsschindeln ein gelber (goldener) rotbewehrter Löwe aufgelegt, im gelben (goldenen) Schildfuß vorn ein blaues schräg gestelltes Haubergsmesser, hinten über dem Griff des Messers eine blaue, rot brennende Grubenlampe.“ […] „Der Kreis hat folgende Flagge: Sie enthält im oberen Drittel auf weißem Feld das Kreiswappen. Die unteren zwei Drittel in den Farben blau, orange, werden durch eine schwarz-weiß geschachtete Leiste gegen das obere Drittel abgesetzt.“ |
| Kreis Soest                                         |                                    |                           | Wappen und Flagge genehmigt durch den RP Arnsberg am 26. Mai 1976: „Das Wappen des Kreises Soest zeigt auf weißem Feld in einem gespalteten Schilde vorn den senkrechten roten Soester Schlüssel und hinten das durchgehend schwarze Kreuz von Kurköln, geschmückt von der roten, fünfblättrigen Lipperose mit goldenem Butzen und goldenen Kelchblättern.“ […] „Der Kreis führt folgende Flagge: In der Mitte einer weißen, von zwei roten Seitenstreifen im Verhältnis 1 : 3 : 1 begleitenden Bahn das Wappen des Kreises.“ |
| Kreis Steinfurt                                     |                                    |                           | Genehmigt durch den RP Münster am 10. März 1978: „Der Kreis Steinfurt führt folgendes Wappen: In Gelb ein breiter roter Balken, darauf ein gelber, mit einem roten Schwan belegter Schild, oben in Gelb zwei rote Seerosenblätter, unten in Gelb ein rotes Seerosenblatt.“ […] „Der Kreis führt eine Flagge mit den Farben gelb-rot-gelb (Verhältnis 1 : 3 : 1) längs gestreift; sie zeigt in der Mitte der roten Bahn das Wappenschild des Kreises.“ |
| Kreis Unna                                          |                                    |                           | Ungenehmigt : „Der Kreis führt als Wappen einen wachsenden roten Löwen auf goldenem Feld über rotsilbern (in drei Reihen) geschachtetem Schildfuß.“ (genehmigt durch das preußische Staatsministerium am 23. Mai 1938) […] „Der Kreis führt eine Flagge mit den Grundfarben rot-weiß und dem Kreiswappen.“ |
| Kreis Viersen                                       |                                    |                           | Genehmigt durch den RP Düsseldorf am 16. Oktober 1980: „Der Kreis führt folgendes Wappen: Unter silbernem Schildhaupt, worin ein durchgehendes schwarzes Kreuz (Kur-Köln) von Gold und Blau gespalten; vorn ein linksgewendeter schwarzer Löwe mit roter Zunge (Jülich), hinten ein nach rechts gewandter zwiegeschwänzter goldener Löwe, rot bewehrt (Geldern). Eine Darstellung ist als Anlage beigefügt.“ (genehmigt am 13. Mai 1932 für den Landkreis Kempen-Krefeld, nach der Umbenennung vom Kreis Viersen fortgeführt) […] „Der Kreis führt folgende Flagge (Banner, Hissflagge): als Banner: von Gold und Blau im Verhältnis 1:1 längsgestreift; darauf zur Stange hin verschoben der Wappenschild des Kreises, als Hissflagge: von Gold und Blau im Verhältnis 1:1 längsgestreift; darauf zur Mitte der Wappenschild des Kreises.“ |
| Kreis Warendorf                                     |                                    |                           | Wappen und Flagge genehmigt am 20. Mai 1976: „Der Kreis führt eine Flagge mit den Farben rot-gold. Sie zeigt das Wappen des Kreises Warendorf.“ Wappenbeschreibung: „In Rot ein schräger goldener Wellenbalken, begleitet von je einer goldenen Rosette.“ |
| Kreis Wesel                                         |                                    |                           | Wappen und Flagge genehmigt durch den RP Düsseldorf am 14. Juli 1978: „Der Kreis führt ein Wappen, das in einem grünen Schild eine silberne Kopfweide enthält.“ […] „Der Kreis führt eine Flagge, die in einem grünen Tuch eine weiße Kopfweide enthält.“ |

## Aufgelöste Landkreise
| Kreis                                                                       | Hissflagge | Banner | Kommentare |
| --------------------------------------------------------------------------- | ---------- | ------ | --- |
| Ahaus am 1. Januar 1975 zum Kreis Borken                                    |            |        | genehmigt vom Innenministerium am 14.Januar.1957 |
| Arnsberg am 1. Januar 1975 zum Hochsauerlandkreis                           |            |        | siehe Hochsauerlandkreis |
| Beckum am 1. Januar 1975 zum Kreis Warendorf                                |            |        | inoffizell geführt, nach der Hauptsatzung von 1969 |
| Bonn am 1. August 1969 zum Rhein-Sieg-Kreis                                 |            |        | genehmigt vom Innenministerium am 24.August 1953 |
| Büren am 1. Januar 1975 zu Kreis Paderborn                                  |            |        | inoffizell geführt, nach der Hauptsatzung von 1970 |
| Borken am 1. Januar 1975 zum Kreis Borken                                   |            |        | genehmigt vom Innenministerium am 10.Mai 1955 |
| Brilon am 1. Januar 1975 zum Hochsauerlandkreis                             |            |        | genehmigt vom Innenministerium am 6.Juli 1957 |
| Coesfeld am 1. Januar 1975 zum Kreis Coesfeld                               |            |        | genehmigt vom Innenministerium am 8.August 1956 |
| Detmold am 1. Januar 1973 zu Kreis Lippe                                    |            |        | genehmigt vom Innenministerium am 19.Mai 1953 |
| Düren am 1. Januar 1972 zum Kreis Düren                                     |            |        | genehmigt vom Innenministerium am 4.Juni 1958 |
| Erkelenz am 1. Januar 1972 zu Kreis Heinsberg                               |            |        | genehmigt vom Innenministerium am 9.Mai 1955 |
| Euskirchen am 1. Januar 1972 zum Kreis Euskirchen                           |            |        | genehmigt vom Innenministerium am 24.September 1954 |
| Höxter am 1. Januar 1975 zum Kreis Höxter                                   |            |        | genehmigt vom Innenministerium am 17.Mai 1963 |
| Lemgo am 1. Januar 1973 zu Kreis Lippe                                      |            |        | genehmigt vom Innenministerium am 3.August 1967 |
| Lippstadt am 1. Januar 1975 zum Kreis Soest                                 |            |        | inoffizell geführt, nach der Hauptsatzung von 1970: "Der Kreis Lippstadt führt folgende Flagge: In weißem Feld aud durchgehendem schwarzen Kreuz ein rot fünfblätterige Rose mit goldenem Butzen goldenen Kelchblättern" |
| Lübbecke am 1. Januar 1973 zum Kreis Minden-Lübbecke                        |            |        | genehmigt vom Innenministerium am 3.September 1968 |
| Minden am 1. Januar 1973 zum Kreis Minden-Lübbecke                          |            |        | inoffizell geführt, nach der Hauptsatzung von 1970: "Der Kreis führt eine Flagge, die auf einem längsgeteilen rot-weißen Flaggentuch das Kreiswappen zeigt"                                                              |
| Monschau am 1. Januar 1972 zum Kreis Aachen                                 |            |        | genehmigt vom Innenministerium am 16.März 1956 |
| Münster am 1. Januar 1975 zur Stadt Münster                                 |            |        | genehmigt vom Innenministerium am 21.Mai 1963 |
| Paderborn am 1. Januar 1975 zum Kreis Paderborn                             |            |        | inoffizell geführt, nach der Hauptsatzung von 1954: "Die Flagge des Kreises Paderborn zeigt die Farben rotweiß." |
| Rhein-Wupper-Kreis am 1. Januar 1975 zum Kreis Rheinisch-Bergischer Kreis   |            |        | genehmigt vom Innenministerium am 15.Mai 1957 |
| Schleiden am 1. Januar 1972 zum Kreis Euskirchen                            |            |        | genehmigt vom Innenministerium am 20.Oktober 1954 |
| Selfkankkreis Geilenkirchen-Heinsberg am 1. Januar 1975 zum Kreis Heinsberg |            |        | genehmigt vom Innenministerium am 3.November 1964 |
| Siegkreis am 1. August 1969 zum Rhein-Sieg-Kreis                            |            |        | genehmigt vom Innenministerium am 26.Mai 1955 |
| Siegen am 1. Januar 1975 zum Kreis Siegen-Wittgenstein                      |            |        | genehmigt vom Innenministerium am 10.September 1954 |
| Soest am 1. Januar 1975 zum Kreis Soest                                     |            |        | genehmigt vom Innenministerium am 10.März 1961 |
| Steinfurt am 1. Januar 1975 zum Kreis Steinfurt                             |            |        | genehmigt vom Innenministerium am 31.August 1966 |
| Tecklenburg am 1. Januar 1975 zum Kreis Steinfurt                           |            |        | genehmigt vom Innenministerium am 10.Januar 1961 |
| Warendorf am 1. Januar 1975 zum Kreis Warendorf                             |            |        | wahrscheinlich 1938 angenommen |
| Wittgenstein am 1. Januar 1975 zum Kreis Siegen-Wittgenstein                |            |        | genehmigt vom Innenministerium am 14.Juli 1966 |